# Distrito de Ichocán
El Distrito de Ichocán es uno de los siete que conforman la Provincia de San Marcos, del Departamento de Cajamarca, bajo la administración del Gobierno Regional de Cajamarca, en el Perú. 
Desde el punto de vista jerárquico de la Iglesia católica forma parte de la Diócesis de Cajamarca, sufragánea de la Arquidiócesis de Trujillo.

## Historia
Mediante Ley N° 23508 del 11 de diciembre de 1982, en el gobierno del Presidente Fernando Belaúnde, se crea la Provincia de San Marcos, que incluye a los distritos de San Marcos, Ichocán, Paucamarca, Shirac y La Grama.
Anteriormente, mucho antes, San Marcos fue caserío de Ichocán

## Geografía
Abarca una superficie de 76,11 km² y está habitado por unas 2 494 personas según el censo del 2005.

## Capital
La capital del distrito es el poblado de Ichocán, ubicado a 2 596 m s. n. m.

## Autoridades

### Municipales
- 2011 - 2014[2]
  - Alcalde: Félix Wilmer Castañeda Izquierdo, del Partido Alianza para el Progreso (APP).
  - Regidores: José Mario Medina Muñoz (APP), José Solitario Jara Vilela (APP), Porfirio Camacho Bautista (APP), Estela Chávez Terrones (APP), Florentino Napoleón Machuca Vilchez (Fuerza Social).[3]
- 2007 - 2010
  - Alcalde: Enrique Saúl Ruiz Lezama.

### Policiales
- Comisario:  PNP.

### Religiosas
- Diócesis de Cajamarca[4]
  - Obispo: Mons. José Carmelo Martínez Lázaro, OAR

## Personalidad ilustre
- Cuna de la cantante Yma Sumac, que tiene una estrella en el paseo de la fama en Hollywood.

## Festividades
- Diablos de Ichocán
- Fiesta de San Isidro labrador